# فولر أولبرايت
فولر أولبرايت (Fuller Albright) طبيب أمريكي مختص في علم الغدد الصم. ولد في 12 يناير 1900 وتوفي في 8 ديسمبر 1969.

## روابط خارجية
- فولر أولبرايت على موقع الموسوعة البريطانية (الإنجليزية)